# Megachile unifasciata
Megachile unifasciata är en biart som beskrevs av Oktawiusz Radoszkowski 1881.
Megachile unifasciata ingår i släktet tapetserarbin och familjen buksamlarbin. Inga underarter finns listade i Catalogue of Life.